# Cremastus sicculus
Cremastus sicculus är en stekelart som beskrevs av Dasch 1979. Cremastus sicculus ingår i släktet Cremastus och familjen brokparasitsteklar. Inga underarter finns listade i Catalogue of Life.